# Liebesbrief

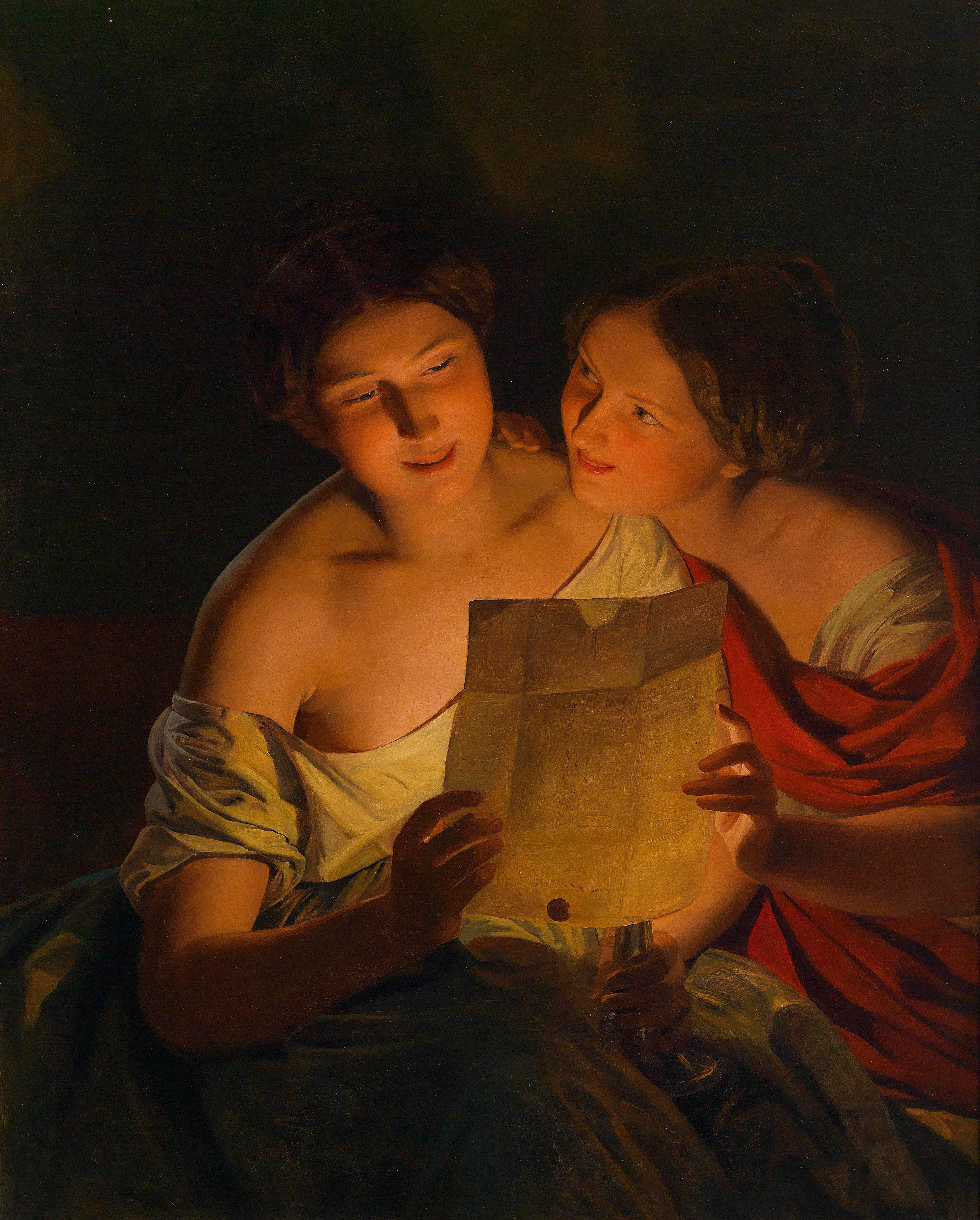
Ferdinand Georg Waldmüller: Der Liebesbrief, 1849

Ein Liebesbrief ist ein Schriftstück, das an eine Person gerichtet wird, um Liebe oder Zuneigung zu dieser auszudrücken.
Dabei drückt der Liebesbrief viel mehr aus als eine profane Mitteilung. In ihm wird der Schmerz angesichts des Nicht-Zusammen-Seins, des Nicht-Zusammen-Sein-Könnens oder auch der Schwierigkeit, die Liebe anders zu artikulieren, deutlich. Ungleich schwieriger ist jedoch der Versuch, seine Liebe zu gestehen, aber dabei gefangen zu sein in der Furcht, mit jeder Formulierung dieses Bestreben zunichtezumachen. Dazu kommt die Angst, dass die Liebe nicht erwidert werde.

## Geschichte
In der Literatur tauchen Liebesbriefe schon bei Ovid auf. Größere Verbreitung bekamen sie aber erst mit der Romantik, wozu die Beschleunigung der Post, die größere Verbreitung der Alphabetisierung und vor allem das Aufkommen der Romane beigetragen haben.
Schon im Spätmittelalter erfreuten sich Versliebesbriefe (in der Regel in Reimpaarversen) großer Beliebtheit. Sie sind uns in verschiedenen Sammelhandschriften überliefert, wo sie zwischen Texten verschiedener Art eingeschoben sind. In den seltensten Fällen handelt es sich um authentische Korrespondenz, sondern eher um Literatur, wie beispielsweise der Liebesbrief im um 1500 verfassten Gedicht über einen Dichter Gozold, der an einem Brief an den Geliebten einer an der Liebeskrankheit leidenden Frau mitwirkt. Solche mit Minneklagen verbundene Liebesbriefe werden von einigen Forschern der Gattung der Minnereden, mit denen sie viele Gemeinsamkeiten haben, zugeordnet.
Trotz ihrer wichtigen kulturellen Bedeutung sind Liebesbriefe in der Regel an nur eine Person gerichtet und häufig auch nur für diese verständlich. Sie werden höchstens durch Indiskretion oder durch Veröffentlichung bei prominenten Persönlichkeiten, die in der Regel der Veröffentlichung zugestimmt haben oder schon verstorben sind, mehreren Personen bekannt. Es gibt allerdings auch Liebesbriefe, die von Ghostwritern geschrieben werden und in gewisser Weise einen subtilen Betrug darstellen, da sie Fähigkeiten nur vorspiegeln (literarisches Beispiel dafür ist z. B. Cyrano de Bergerac).
Im 18. Jahrhundert gehörten Liebesbriefe zum guten Ton, sie waren standardisiert und es gab dafür Vorlagen.
Moderne Formen der Liebesbriefe sind SMS, Chats und E-Mails, bei denen auch im WWW frei verfügbare Vorlagen eingesetzt werden. Auch Liebesbriefagenturen und digitale Liebesbriefgeneratoren bieten ihre Dienste an, um für Fremde Liebesprosa zu formulieren. All diese Mittel führten dazu, dass Liebesbriefe zu verfassen einen neuen Aufschwung bekam; die Entwicklung von Fremdformulierungen gefährdet dabei allerdings den individuellen „ehrlichen“ Zugang zu dieser Publikationsform bzw. diesem Genre.
Die germanistische Forschung konzentrierte sich bislang auf Liebesbriefe von Literaten; an der TU Braunschweig und an der Universität Zürich gibt es Projekte, welche ergänzend nun auch Briefdokumente von Personen des öffentlich-gesellschaftlichen Lebens sowie in einem weiteren Rahmen Liebesbriefe und andere schriftliche Liebesbotschaften des 20. Jahrhunderts untersuchen.

## Abbildungen

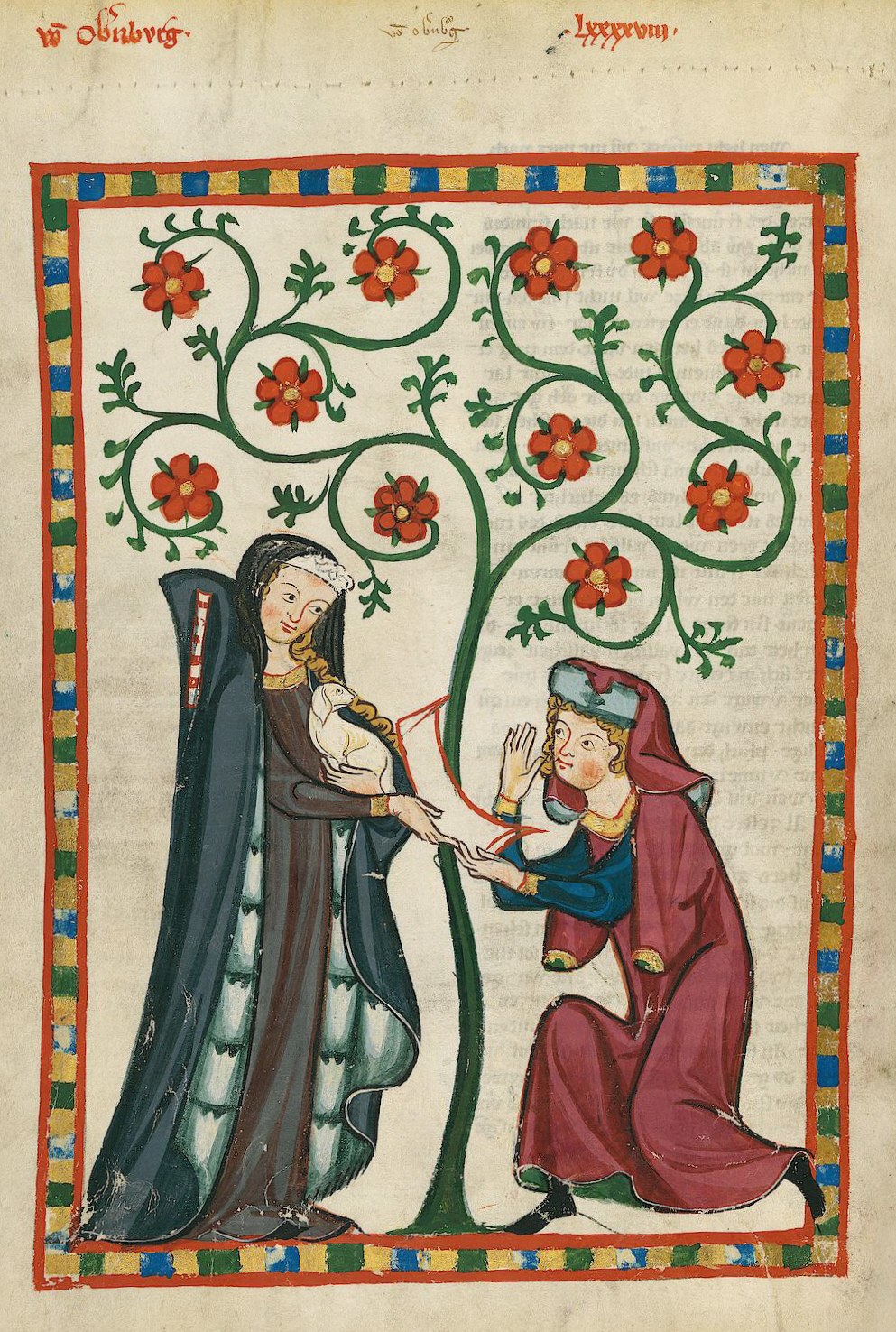
Höfische Liebe: Miniatur im Codex Manesse, fol. 342v, 1300/1340
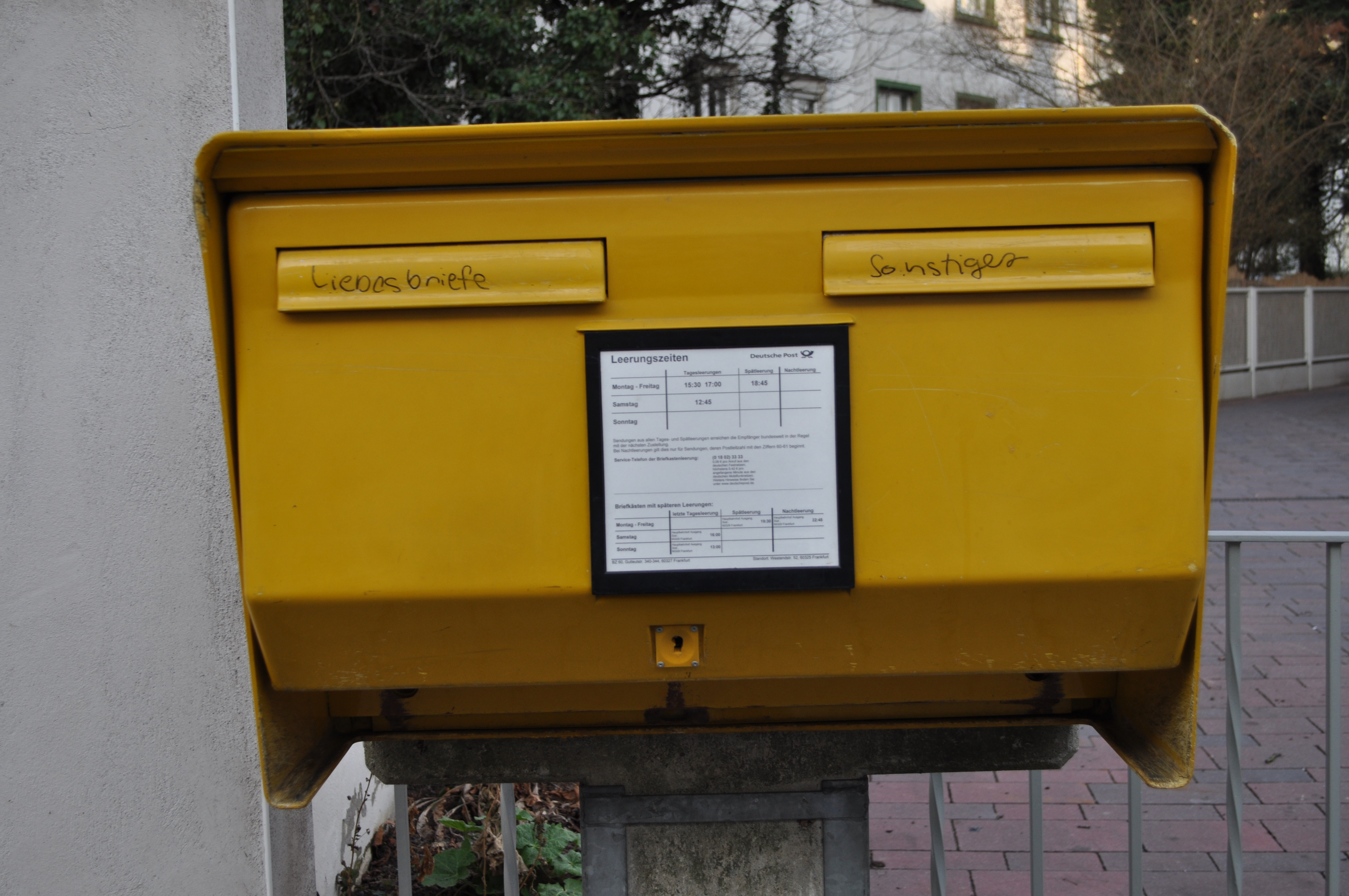
„Liebesbriefe“ und „Sonstiges“. Briefkasten in Frankfurt am Main mit handschriftlichen Ergänzungen.

## Beispiel
Paul Celan schrieb am 9. Februar 1970 an seine Geliebte Ilana Shmueli:
Dein Brief, die Nachricht von Deiner Zerrissenheit – was kann ich sagen? Ich möchte Dir jeden Schmerz nehmen, auch jeden körperlichen Schmerz.
Meine Hände gehn über Dich – zu Dir.
Gerit Losse schrieb am 16. Oktober 1989 an ihren Freund, den NVA-Bausoldaten Sebastian Kranich:
Komm her Du, ’s is nich’ wichtig, daß in diesem Brief nischt steht, was die Welt verändert, – is totaler Quatsch, unsre Liebe is doch was, daß die Welt – wenigstens ’n bissel — grader rutschen kann, hm?!